# Erica Fontes
Erica Fontes (Lisboa, 14 de Maio de 1991) é uma actriz pornográfica portuguesa. Realizou a sua primeira cena em Junho de 2009 com 18 anos de idade, em Diario Sexual de Maria, descrito como grande produção pornográfica portuguesa. A partir daí, além dos filmes, marca a sua presença em vários eventos eróticos, tais como salões eróticos, como o Salão Erótico de Lisboa e o Eros Porto.

## Prémios e indicações
- 2012: Galaxy Awards – Melhor actriz pornô — nomeada[6]
- 2013: XBIZ Awards – Foreign Female Performer of the Year — venceu[7]
- 2013: Galaxy Awards – Melhor actriz pornô — nomeada
- 2014: Miss Freeones – Miss FreeOnes 2014 — nomeada
- 2014: XBIZ Awards – Foreign Female Performer of the Year — nomeada
- 2015: Miss Freeones – Miss FreeOnes 2015 — nomeada
- 2015: XBIZ Awards – Foreign Female Performer of the Year — nomeada
- 2016: Miss Freeones – Miss FreeOnes 2015 — nomeada
- 2016: XBIZ Awards – Foreign Female Performer of the Year — nomeada
- 2019: BBPR Awards – Took  Santinho's Virginity — venceu

## Filmografia
- 2 Girls On The Pole (Digital Sin)
- Amateur Action 3 (Hustler)
- Anally Talented (Evil Angel)
- BUR-347 High School Girl 03 (Glay'z, Jp.)
- Bangin' The Naughty Spot (New Sensations)
- Barely Legal 123 (Hustler) (b/g)
- Bimbi A Maquina do Sexo (Hotgold, Pt.)
- Casting X 82 (Woodman)
- Cheerleaders Gone Bad (Third Degree)
- Crack Fuckers (Evil Angel)
- Cuzinho... com a Máquina do sexo (Hotgold, Pt.)
- Daddy's Little Runaways (Hustler)
- Deep Throat This 51 (Peter North)
- Diesel Dongs 21 (BangBros)
- Drunk Sex Orgy - Lust auf Sperma-Cocktails? (Eromaxx)
- Drunk Sex Orgy - Winter Fuck Jam (Eromaxx)
- Erica na mansão das orgias (Hotgold, Pt.)
- Eye Fucked Them All (Jules Jordan)
- Facial Overload (Evil Angel)
- Fill My Teen Throat (PornPros)
- Girls Like It Hard (New Sensations)
- Hardcore Vibes 3 (21sextury)
- High Heels And Panties 2 (Digital Sin)
- Hotgold Erotic Show Lisboa 2009 (Hotgold, Pt.)
- Hotgold Show Eros Porto 2010 (Hotgold, Pt.)
- I Wanna Butt Fuck Your Daughter 12 (Devil's Film)
- Just the 3 Of Us (Digital Sin)
- Liquid Diet (Zero Tolerance)
- My Ass Is For The Taking (New Sensations)
- Naked Dreams 3 (21sextury)
- North Pole 88 (Peter North)
- O Diario Sexual da Maria (Hotgold, Pt.)
- Orgasmatics Power Dildo 12 (Eromaxx)
- Prince the Penetrator (Smash Pictures)
- Race Relations 6 (Blacks On Blondes)
- Sexxx in the City 1 - Lisbon (Mosquito Bros, Pt.)
- Sexy Girls Like It Big! (New Sensations)
- Slime Wave 12 (Eromaxx)
- Sofá Vermelho 1 (Hotgold, Pt.)
- Sofá Vermelho 3 (Hotgold, Pt.)
- Tavares - O Arquitecto Quebra Bilhas (Hotgold)
- Teen Anal Nightmare 3 (West Coast Prod)
- Top Wet Girls 8 (Evil Angel)
- White Chicks Gettin Black Balled 37 (Peter North)
- "Meat Lovers 4" (21 Sextury)
- "Young Girls Play Dirty" (New Sensations)
- "Orgasm Donor" (New Sensations)
- "Sexy Little Things" (New Sensations)
- "Peter Loves Blondes" (North Pole)
- "Naughty Athletics 15" (Naugthy America)
- "Spare the Rod 4" (Innocent High)
- "Step By Step 5" (21Sextury)
- "Monster Meat 23" (New Sensations)
- "Load Warriors 2" (Evil Angel)
- "Spandex Loads 4" (Evil Angel)
- "Panty Pops 6" (Evil Angel)
- "Hustle's amateur Action 3" (Hustler)